# Кожаково
Кожаково (рос. Кожаково) — селище Бокситогорського району Ленінградської області Росії. Входить до складу Єфімовського міського поселення.
Населення — 54 особи (2003 рік). 